# Riano (Olaszország)
Riano település Olaszországban, Lazio régióban, Róma megyében. Lakosainak száma 10 322 fő (2023. január 1.). Riano Castelnuovo di Porto, Monterotondo, Róma és Sacrofano községekkel határos.

## Népesség
A település lakossága az elmúlt években az alábbi módon változott:
| Lakosok száma | 10 565 | 10 649 | 10 322 |
|               | 2017   | 2018   | 2023   |